# 学校法人西大和学園
学校法人西大和学園（がっこうほうじんにしやまとがくえん）は、日本の学校法人。

## 概要
奈良県議会議員で文教委員を務めていた田野瀬良太郎が、毎年奈良県から大阪府下の私立高校へ進学する生徒の数が3000名以上あることを憂い、1984年に学校法人を設立、1986年に進学を目指す男女共学の高等学校である西大和学園を王寺駅からほど近い河合町の丘の上に開校した。 

## 沿革
- 1984年 - 学校法人西大和学園設立
- 1986年 - 西大和学園高等学校開校
- 1988年 - 西大和学園中学校開校
- 1993年 - 西大和学園カリフォルニア校（英語版）（アメリカ合衆国カリフォルニア州）開校
- 1996年 - 西大和学園カリフォルニア校が文部省から在外教育施設に認定される
- 1998年 - 白鳳女子短期大学（奈良県北葛城郡王寺町）開学
- 2014年 - 大和大学（大阪府吹田市）開学[2]。同大学をめぐっては、当初は、大阪府島本町への設置を考えていたが十分な用地確保ができず断念した[3]。
- 2015年 - 白鳳女子短期大学が一部専攻を共学化、白鳳短期大学に改称。
- 2023年 - 白鳳短期大学が大和大学白鳳短期大学部に改称。

## 設置校
- 大和大学
- 大和大学白鳳短期大学部
- 西大和学園中学校・高等学校
- 西大和学園カリフォルニア校
- 西大和学園補習校